# Tupynanquim
Tupynanquim é uma editora de literatura de cordel e histórias em quadrinhos com sede em Fortaleza, Ceará, fundada em em 1995 pelo cordelista e cartunista Klévisson Viana.

## Alguns títulos editados

### Cordéis
- A peleja de Bráulio Tavares com Antônio Klévisson Viana
- As bravuras de Donnar – O matador de dragões, de Rouxinol do Rinaré
- As Três Folhas da Serpente, de Marco Haurélio
- A fantástica história do Capitão de Ladrões, de Rouxinol do Rinaré
- A grande peleja virtual de Klévisson Viana e Rouxinol do Rinaré
- A herança do sultão ou os 3 anéis da discórdia, de Gadelha do Cordel
- A história completa de Lampião e Maria Bonita, de Klévisson Viana e Rouxinol do Rinaré
- A vida de Chico Xavier – O Maior Médium do Brasil, de Téo Azevedo
- Epopéia do boi Corisco ou a morte do vaqueiro desconhecido, de Vidal Santos
- João da Viola e a Princesa Interesseira, de Klévisson Viana
- Juvenal e o dragão, de Leandro Gomes de Barros
- Julieta e Custódio ou o cavalinho voador, de Costa Leite
- O boi dos chifres de ouro e o vaqueiro das 3 virtudes, de Klévisson Viana
- O cachorro dos mortos, de Leandro Gomes de Barros
- O conde mendigo e a princesa orgulhosa, de Evaristo Geraldo
- O crime das 3 maçãs, de Arievaldo Viana
- O fazendeiro mendigo e a cabocla encalhada, do Mestre Azulão
- O príncipe Alípio ou o julgamento de Satanás, de Vicente Vitorino de Melo
- O príncipe do Oriente e o pássaro misterioso, de Klévisson Viana
- O príncipe Oscar e a rainha das águas, atribuído a José Bernardo da Silva
- O príncipe que fez de tudo para mudar o destino, de Evaristo Geraldo
- O príncipe Roldão no leão de ouro, de João Melchíades Ferreira da Silva
- Proezas de João Grilo, de João Ferreira de Lima
- Rodolfo e Leocádia ou a força do sangue, de Arievaldo Viana
- Peleja de Braulio Tavares com Marco Haurélio

### Histórias em quadrinhos
- Mirabilia, álbum histórias roteirizadas por Wellington Srbek, com desenhos de Klévisson Viana, Júlio Shimamoto e Flavio Colin.[2]
- A moça que namorou com o bode, história em quadrinhos de Klévisson Viana, baseada em cordel de Arievaldo Viana, com prefácio de Sônia e Joseph Luyten (1941-2006), coeditado pelas editoras Coqueiro e CLUQ, 2003.[3]
- O Pavão Misterioso, republicação em 2010 da quadrinização feita por Sérgio Lima para a Editora Prelúdio, coeditado pela Luzeiro, sucessora  da Prelúdio,[4] Klévisson Viana refez a paginação e adicionou balões de diálogo.[5]
- A batalha de Oliveiros com Ferrabrás, quadrinização de um cordel de Leandro Gomes de Barros (1865-1918), desenhada por Klévisson Viana com arte-final de Eduardo Azevedo, álbum patrocinado pela Secretaria de Cultura do Ceará, com prefácio do escritor baiano Marco Haurélio, edição de texto do jornalista Max Krichanã e produção cultural de Bruno Monteiro, publicado em 2011.[6]